# Callia lineatula
Callia lineatula là một loài bọ cánh cứng trong họ Cerambycidae.